# Мајке Сребренице
Покрет „Мајке енклаве Сребреница и Жепа”, познатије као „Мајке Сребренице”, невладина је организација из Босне и Херцеговине, која окупља преживјеле, као и породице страдалих и несталих, током пада енклава Сребреница и Жепа 1995. године. Организација је основана 1996. године, а у регистар невладиних организација Босне и Херцеговине уписана је 21. јануара 2003. године са сједиштем у Сарајеву.